# Hemaloto Polovili
Hemaloto Polovili, né le 26 juillet 1997 aux Tonga, est un footballeur international tongien jouant en tant qu'attaquant au Veitongo FC,.

## Biographie
Né aux Tonga, dans son pays natal, il joue pour l'Asia Pacific Academy de Christchurch en 2010, connaissant sa première aventure à l'étranger. L'année suivante, il revient au pays en s'engageant avec Lotoha'apai United. En 2012, il part pour l'académie du Wellington Phoenix, faisant son retour en Nouvelle-Zélande. Entre 2014 et 2016, il fait plusieurs aller-retour entre l'Asia Pacific Academy et Lotoha'apai United. Lors ces passages à l'Asia Pacific Academy, il est rejoint par son compatriote Soakai Vea.

### En club
Il commence sa carrière avec Lotoha'apai United en 2013 à l'âge de 16 ans. Avec celui-ci, le Tongien remporte la Tonga Major League en 2014. Grâce à ce titre de champion, l'attaquant joue son premier match de tour préliminaire de Ligue des champions de l'OFC 2014-2015 contre les Samoans du Lupe o le Soaga. Son équipe s'incline un but à zéro. Avec une victoire et deux défaites, l'équipe ne passe pas l'écueil du tour préliminaire.
Après plusieurs années passée à Lotoha'apai, Polovili s'engage au Veitongo FC.
En 2019, le Tongien signe avec Lotoha'apai United.
Après quelques mois à Lotoha'apai United, il retourne au Veitongo FC. Comportant plusieurs joueurs de l'équipe nationale des Tonga, comme Mahe Malafu ou Kamaliele Papani, l'équipe remporte la même année l'intégralité de ses matchs en championnat, soit les 21 matches de la saison.
En 2023, son club est à nouveau champion. Sur le plan individuel, l'attaquant devient le meilleur buteur du championnat et reçoit le prix de meilleur joueur de la saison.

### En sélection
Il joue son premier match avec les moins de 17 ans face aux Tahiti lors du Tournoi qualificatif de l'OFC des moins de 17 ans 2011. Lors de cette rencontre, il est titulaire et joue l'intégralité du match. Sa sélection perd très largement par huit buts à zéro.
Le 19 août 2015, il fait ses débuts en équipe nationale à l'âge de 17 ans, lors d'une rencontre amicale contre les Fidji. Son équipe s'incline cinq buts à zéro.

## Vie privée
Son père, Timote Moleni, était un footballeur international tongien et sélectionneur des Tonga ainsi que des différentes équipes d'âge du pays. Il est actuellement l'entraîneur du Veitongo FC. Sa sœur, Ana Polovili, est footballeuse internationale tongienne.
En mai 2023, il devient responsable du programme de développement des talents à la FIFA pour la fédération des Tonga de football.

## Palmarès

### En club
|  | Lotoha'apai United - Tonga Major League: - Champion : 2014 Veitongo FC - Tonga Major League: - Champion : 2016, 2017, 2019, 2021 et 2022 |